# Wilcoxina
Wilcoxina es un género de hongos de la familia Pyronemataceae. Las especies tienen distribución cosmopolita, y se ha encontrado que crecen con plantas hospedantes en una amplia variedad de ambientes, como suelos de vivero con elevados pH, sitios de minería con pH bajo y elevada contaminación por metales, bosques y plantaciones naturales, áreas urbanas y suelos de turba. Las especies de Wilcoxina son micorrizas, y suelen infectar a diversas variedades de coníferas y árboles caducifolios tales como Pinus, Betula, y Quercus. Algunas especies producen el compuesto sideróforo ferricrocina. Wilcoxina fue circunscrito por Chin Yang y Richard Korf en 1985.